# 161 Dywizja Piechoty (III Rzesza)
161 Dywizja Piechoty (niem. 161. Infanterie-Division)  – niemiecka dywizja z czasów II wojny światowej, sformowana na mocy rozkazu z 1 grudnia 1939 roku, w 7. fali mobilizacyjnej na poligonie w Orzyszu w I Okręgu Wojskowym.
We wrześniu 1941, żołnierze dywizji brali udział w wymordowaniu około 2000 ludzi w Diemidowie.

## Struktura organizacyjna
- Struktura organizacyjna 1 grudnia 1939 roku:

336. i 364. pułk piechoty, 241. dywizjon artylerii lekkiej;
- Struktura organizacyjna 28 grudnia 1939 roku:

336., 364. i 371. pułk piechoty, 241. pułk artylerii, 241. batalion pionierów, 241. oddział rozpoznawczy, 241. oddział przeciwpancerny, 241. oddział łączności, 241. polowy batalion zapasowy;
- Struktura organizacyjna w styczniu 1941 roku:

336., 364. i 371. pułk piechoty, 241. pułk artylerii (I. – III./241. p.art. i IV./208. p.art.), 241. batalion pionierów, 241. oddział rozpoznawczy, 241. oddział przeciwpancerny, 241. oddział łączności, 241. polowy batalion zapasowy;
- Struktura organizacyjna w lipcu 1944 roku:

371., 866. i 50 pułk grenadierów, 241. pułk artylerii, 241. batalion pionierów, 161. dywizyjny batalion fizylierów, 241. oddział przeciwpancerny, 241. oddział łączności, 241. polowy batalion zapasowy;

## Dowódcy
- Generalleutnant Hermann Wilck 1 XII 1939 – 17 VIII 1941;
- Generalleutnant Heinrich Recke 17 VIII 1941 – 15 VIII 1942;
- Generalmajor Otto Schell 15 VIII 1942 – 22 VIII 1942;
- Generalleutnant Karl Albrecht von Groddeck 22 VIII 1942 – 28 VIII 1943;
- Generalleutnant Paul Drekmann 28 VIII 1943 – I 1944;
- Generalleutnant Paul Drekmann  I 1944 – VIII 1944;